# Okręty dowodzenia typu Blue Ridge

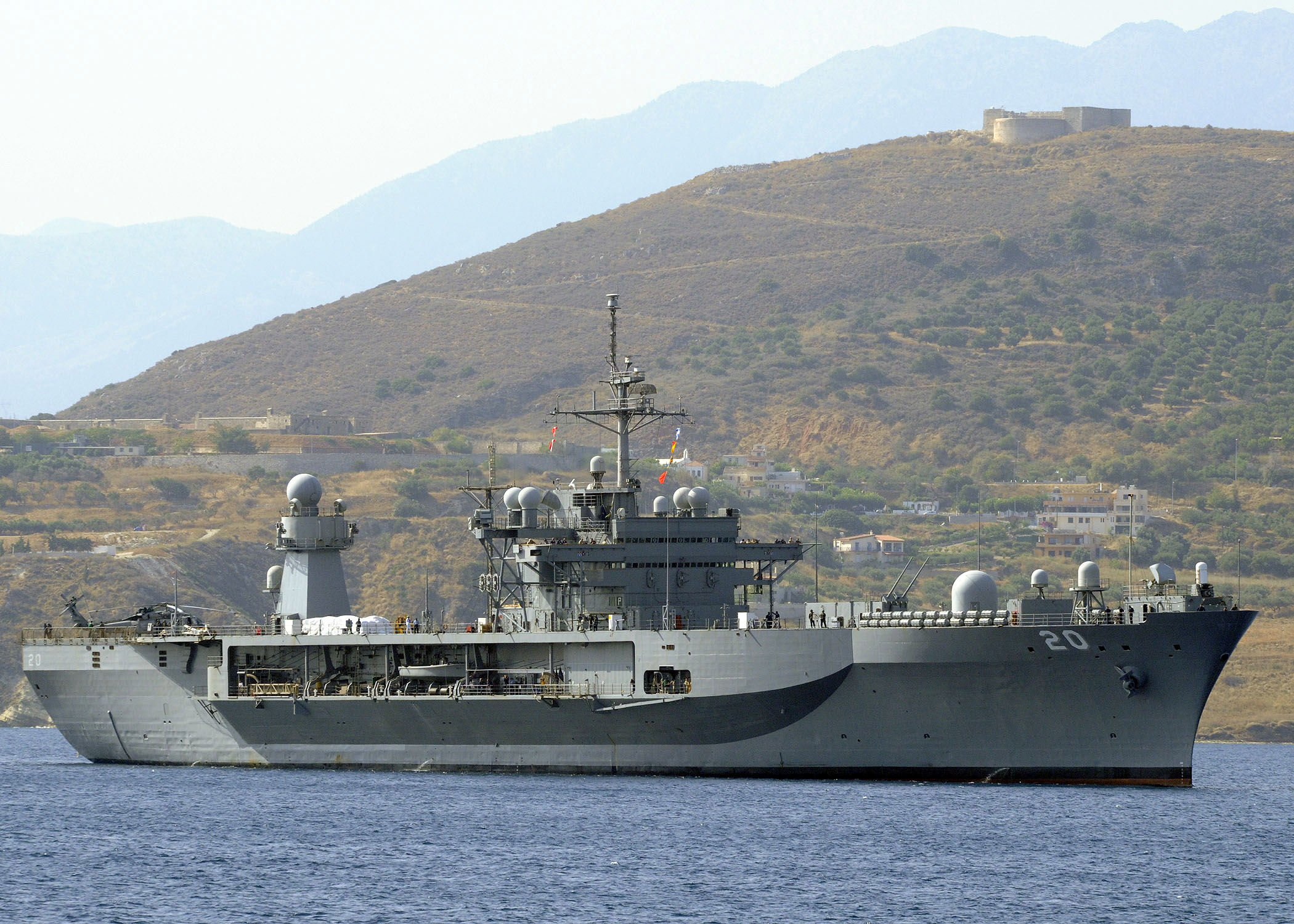
USS "Mount Whitney" (LCC-20) na Krecie, 2008 rok

Okręty dowodzenia typu Blue Ridge – amerykańskie okręty dowodzenia floty wprowadzone do służby na początku lat 70. XX wieku. Specjalistyczne wyposażenie pozwala pełnić okrętom rolę ośrodka dowodzenia siłami na wodzie, lądzie i w powietrzu. Z planowanych trzech okrętów wybudowano dwa: "Blue Ridge" (LCC-19) oraz "Mount Whitney" (LCC-20).

## Historia
Stany Zjednoczone posiadały i posiadają bardzo rozbudowane morskie siły desantowe, które były intensywnie wykorzystywane podczas II wojny światowej, a po jej zakończeniu podczas wojny w Korei. Okrętami, z pokładów których dowodzono operacjami desantowymi, były jednostki Amphibious Force Flagships, flagowe jednostki grup desantowych, oznaczane skrótem AGC (AGC – Amphibious Group Command – dowództwo grupy desantowej). Najszerzej wykorzystywanym typem okrętów AGC były jednostki typu Mount McKinley. Było to 18 okrętów dowodzących operacjami desantowymi, wybudowanych pod koniec II wojny. 1 stycznia 1969 roku nastąpiła zmiana oznaczenia okrętów z AGC na LCC, okręty dowodzenia floty. W połowie lat 60. XX wieku Kongres amerykański zaaprobował budowę następców wysłużonych okrętów typu Mount McKinley. Między rokiem 1969 a 1970 wszystkie pozostałe w użyciu jednostki tego typu zostały przesunięte do rezerwy. W tym czasie jednostki typu Blue Ridge były dopiero w fazie wyposażania w stoczni i przez pewien okres US Navy była pozbawiona okrętów dowodzenia.

## Budowa
Z planowanych trzech okrętów wybudowano dwa: USS "Blue Ridge" (LCC-19) oraz USS "Mount Whitney" (LCC-20), pierwotnie oznaczonych numerami  AGC-19 i AGC-20. Pod koniec 1968 roku anulowano decyzję o budowie trzeciej jednostki, oznaczonej jako AGC-21. Budowę powierzono dwóm stoczniom, "Blue Ridge" w Philadelphia Naval Shipyard w Filadelfii w stanie Pensylwania a "Mount Whitney" w Northrop Grumman Newport News w Newport News w stanie Wirginia.
| Nr. taktyczny i nazwa | Stocznia                      | Położenie stępki | Wodowanie  | Wejście do służby |
| --------------------- | ----------------------------- | ---------------- | ---------- | ----------------- |
| LCC-19 Blue Ridge     | Philadelphia Naval Shipyard   | 27.02.1967       | 04.01.1969 | 14.11.1970        |
| LCC-20 Mount Whitney  | Northrop Grumman Newport News | 08.01.1969       | 08.01.1970 | 16.01.1971        |

## Konstrukcja
W nowej konstrukcji zebrano doświadczenia z kilku innych projektów, sięgnięto między innymi po ostatnie plany modernizacji krążowników typu Cleveland. Okręty typu Blue Ridge wzorowano na lotniskowcach desantowych typu Iwo Jima. Okręt pomimo swojego przeznaczenia zachował zdolność przewożenia na pokładzie jednostek desantowych. "Blue Ridge" mogą przyjąć na pokład 700 żołnierzy z pełnym osobistym wyposażeniem, ale bez ciężkiego sprzętu. Okręty mogą przewozić 3 kutry typu LCP i 2 typu LCVP, służące do przewozu żołnierzy na plażę. W odróżnieniu od okrętów desantowych typu Iwo Jima, Blue Ridge otrzymały nadbudówkę umieszczoną centralnie. Na rufie znajduje się lądowisko dla śmigłowców, z którego mogą korzystać wszystkie typy śmigłowców z wyjątkiem CH-53. Wszystkie elementy konstrukcyjne okrętów wykonano ze stali okrętowej. Zdecydowaną większość przestrzeni wewnątrz jednostek zajmują pomieszczenia przeznaczone do pracy sztabowej.

## Uzbrojenie
Pierwotnie okręty posiadały po dwie wieże artyleryjskie z armatami kalibru 76 mm (po dwie na wieżę) i dwie ośmioprowadnicowe wyrzutnie Mk 25 dla rakiet Sea Sparrow. W 1987 roku z obu okrętów zdjęto wieże armatnie oraz wyrzutnie rakietowe (mogą być one jednak szybko zamontowane na powrót lub mogą zostać zastąpione rakietami RAM). W 1985 roku na USS "Blue Ridge" a w 1987 na jego okręcie bliźniaku zainstalowano po dwa zestawy Phalanx CIWS, jeden ustawiony jest na dziobie a drugi na rufie.

## Wyposażenie specjalistyczne
Okręty wyposażone są w systemy kontroli działań na lądzie – MDS (Mission Display System), system kontroli i prowadzenia sił powietrznych CTAPS (Contingency Theater Air Control System Automateg Planning System), odbiorniki komercyjnych systemów satelitarnych, systemy łączności satelitarnej, środki łączności pracujące w pasmach wysokiej częstotliwości HFRG (High Frequency Radio Group), system nawigacyjny lotnictwa taktycznego TACAN, systemy transmisji danych oraz środki walki radioelektronicznej.